# Saint-Seurin-de-Bourg
Saint-Seurin-de-Bourg é uma comuna francesa na região administrativa da Nova Aquitânia, no departamento da Gironda. Estende-se por uma área de 2,46 km². Em 2010 a comuna tinha 412 habitantes (densidade: 167,5 hab./km²).